# Idrettslaget Hødd 2005
Questa voce raccoglie le informazioni riguardanti l'Idrettslaget Hødd nelle competizioni ufficiali della stagione 2005.

## Stagione
L'Hødd ha chiuso la stagione al 9º posto finale, mentre l'avventura nel Norgesmesterskapet si è chiusa al terzo turno, con l'eliminazione subita per mano dell'Aalesund. I calciatori più utilizzati in campionato sono stati Tor Einar Leira, André Nevstad e Kristoffer Tollås, ciascuno a quota 29 presenze. Tollås è stato anche il miglior marcatore stagionale, con le sue 11 reti.

## Rosa
| N. |                     | Ruolo | Calciatore             |
| -- | ------------------- | ----- | ---------------------- |
| 1  | Norvegia (bandiera) | P     | Øystein Myklebust      |
| 2  | Norvegia (bandiera) | D     | Cato Eiksund Rogne     |
| 2  | Norvegia (bandiera) | D     | Torgeir Rusten         |
| 3  | Norvegia (bandiera) | D     | Sindre Eid             |
| 3  | Norvegia (bandiera) | D     | Øyvind Halkjelsvik     |
| 4  | Norvegia (bandiera) | D     | Johnny Villa Nerbø     |
| 5  | Norvegia (bandiera) | D     | Thomas Gjørtz          |
| 6  | Norvegia (bandiera) | D     | Georg Aursnes          |
| 7  | Norvegia (bandiera) | C     | Tommy Sylte            |
| 8  | Norvegia (bandiera) | C     | Tor Einar Leira        |
| 9  | Norvegia (bandiera) | D     | Sverre Martin Langedal |
| 9  | Norvegia (bandiera) | A     | Thomas Sætre Hauge     |
| 10 | Norvegia (bandiera) | C     | André Nevstad          |
| 11 | Norvegia (bandiera) | C     | Kenneth Giske          |
| 11 | Norvegia (bandiera) | A     | Richard Enge           |

| N. |                     | Ruolo | Calciatore          |
| -- | ------------------- | ----- | ------------------- |
| 12 | Norvegia (bandiera) | P     | Andreas Lie         |
| 12 | Norvegia (bandiera) | P     | Vidar Nogva         |
| 13 | Norvegia (bandiera) | D     | Einar Braut         |
| 13 | Norvegia (bandiera) | D     | Mads André Værnes   |
| 14 | Norvegia (bandiera) | C     | Anders Vaagen       |
| 15 | Norvegia (bandiera) | D     | Jan Egil Tryggestad |
| 16 | Norvegia (bandiera) | C     | Lars Roar Holstad   |
| 17 | Norvegia (bandiera) | C     | Erik Sandal         |
| 18 | Norvegia (bandiera) | C     | Kristoffer Tollås   |
| 19 | Norvegia (bandiera) | A     | Stig Haugland       |
| 20 | Norvegia (bandiera) | A     | Nils-Ottar Sandø    |
| 21 | Norvegia (bandiera) | D     | Finn Erik Stavseng  |
| 24 | Norvegia (bandiera) | P     | Vebjørn Skeide      |
| 31 | Norvegia (bandiera) | A     | Geir Televik        |

## Calciomercato

### Sessione invernale
| Arrivi | Arrivi      | Arrivi | Arrivi     |
| R.     | Nome        | da     | Modalità   |
| ------ | ----------- | ------ | ---------- |
| D      | Einar Braut |        | svincolato |

| Partenze | Partenze             | Partenze   | Partenze      |
| R.       | Nome                 | a          | Modalità      |
| -------- | -------------------- | ---------- | ------------- |
| P        | Knut Dørum Lillebakk | Molde      | fine prestito |
| C        | Dag Roar Ørsal       | Molde      | definitivo    |
| A        | Magnus Myklebust     | Lillestrøm | definitivo    |

### Sessione estiva
| Arrivi | Arrivi      | Arrivi   | Arrivi   |
| R.     | Nome        | da       | Modalità |
| ------ | ----------- | -------- | -------- |
| P      | Andreas Lie | Aalesund | prestito |

| Partenze | Partenze | Partenze | Partenze |
| R.       | Nome     | a        | Modalità |
| -------- | -------- | -------- | -------- |

## Risultati

### 1. divisjon

#### Girone di andata
| Arbitro: | Høgberg |

|  |           |             |
|  | Marcatori | 41’ Waltrip |

| Arbitro: | Helgerud (Lier) |

|                                      |           |  |
| Torseth Jensen 25’ (rig.) Holtet 65’ | Marcatori |  |

| Arbitro: | Hagen (Grue) |

|                                 |           |  |
| Tollås 72’ Vaagen 77’ Sandø 86’ | Marcatori |  |

| Arbitro: | Mjåland |

|                          |           |              |
| Tegström 18’ Isaksen 84’ | Marcatori | 88’ Stavseng |

| Arbitro: | Nordby |

|                               |           |                                         |
| Sandø 8’ Tollås 18’, 54’, 60’ | Marcatori | 62’ (rig.) Nordstrand Jacobsen 89’ Eide |

| Arbitro: | Hagen (Grue) |

|  |           |            |
|  | Marcatori | 69’ Vaagen |

| Arbitro: | Jakobsen |

|            |           |             |
| Tollås 72’ | Marcatori | 37’ Espedal |

| Arbitro: | Hagen (Grue) |

|                       |           |             |
| Saaliti 9’ Øverby 31’ | Marcatori | 11’ Televik |

| Arbitro: | Johnsen (Tønsberg) |

|  |           |                           |
|  | Marcatori | 66’ Holter 83’ Gunnarsson |

| Arbitro: | Helgerud (Lier) |

|                                          |           |           |
| Hansen 23’ Torvik Tønne 32’ Esjeholm 63’ | Marcatori | 28’ Sandø |

| Arbitro: | Hagen (Grue) |

|            |           |              |
| Sandal 33’ | Marcatori | 6’ Michelsen |

| Arbitro: | Edvartsen (Drammen) |

|                                            |           |              |
| Nicol 3’ Sørum 45’ Karlsen 59’ Solvang 64’ | Marcatori | 84’ Haugland |

| Arbitro: | Gravdal |

|  |           |            |
|  | Marcatori | 85’ Hansen |

| Arbitro: | Kamben |

|                         |           |                       |
| Stadheim 70’ Tenden 90’ | Marcatori | 45’ Sandø 66’ Nevstad |

| Arbitro: | Hagen (Grue) |

|           |           |                                                |
| Sylte 44’ | Marcatori | 10’ Tangerud 36’, 38’ Myhra Solaas 52’ Sundsbø |

#### Girone di ritorno
| Arbitro: | Jakobsen |

|                           |           |                     |
| Fagnastøl 57’ Myrvold 90’ | Marcatori | 9’ Sandal 66’ Sandø |

| Arbitro: | Høgberg |

|                                                       |           |                                         |
| Nevstad 44’ (rig.), 65’ (rig.), 76’ (rig.) Tollås 90’ | Marcatori | 8’ Kalsæg 63’ (rig.) Nystuen 86’ Nyberg |

| Arbitro: | Wiken |

|                      |           |                                             |
| Tettey 45’ Grina 47’ | Marcatori | 23’ Gjørtz 57’, 66’, 84’ Haugland 81’ Sandø |

| Arbitro: | Edvartsen (Hamar) |

|                                                    |           |                |
| Tollås 18’, 41’, 70’ Sandal 55’ Nevstad 89’ (rig.) | Marcatori | 44’ Fredriksen |

| Arbitro: | Mjåland |

|  |           |                     |
|  | Marcatori | 51’ Sandal 55’ Enge |

| Arbitro: | Edvartsen (Hamar) |

|                      |           |                               |
| Sandal 33’ Leira 90’ | Marcatori | 23’ Lorentzen 70’, 76’ Kleppe |

| Arbitro: | Gravdal |

|  |           |          |
|  | Marcatori | 75’ Enge |

| Arbitro: | Johnsen (Tønsberg) |

|  |           |                                          |
|  | Marcatori | 69’ Saaliti 72’ L. Lafton 89’ Steffensen |

| Arbitro: | Borgersen (Oslo) |

|                                         |           |            |
| Nannskog 9’, 17’ (rig.), 72’ Poljac 26’ | Marcatori | 50’ Tollås |

| Arbitro: | Krokdal |

|                                  |           |  |
| Sandø 38’ Aursnes 40’ Vaagen 78’ | Marcatori |  |

| Arbitro: | Jakobsen |

|                               |           |             |
| Krogstad 34’ Hovel Heiaas 90’ | Marcatori | 41’ Nevstad |

| Arbitro: | Hafsås (Trondheim) |

|                                        |           |                                                |
| Sandal 5’ Stavseng 57’, 71’ Vaagen 69’ | Marcatori | 1’ Sørum 3’ Karlsen 74’ Finstad 77’ Brandshaug |

| Arbitro: | Gravdal |

|                  |           |              |
| Nikodemussen 21’ | Marcatori | 41’ Stavseng |

| Arbitro: | Sælen (Bergen) |

|                                                  |           |               |
| Vaagen 56’ Aursnes 72’ Stavseng 75’ Haugland 90’ | Marcatori | 86’ Heggestad |

| Arbitro: | Borgersen (Oslo) |

|             |           |              |
| Særvold 49’ | Marcatori | 43’ Haugland |

### Norgesmesterskapet
| Stryn 11 maggio 2005, ore 18:00 Primo turno                                                 | Stryn     | 2 – 4 referto                        | Hødd | Stryn Stadion |
| \| \| \| \| \| Tjellaug 42’ Flo 61’ \| Marcatori \| 1’, 16’ Sandø 21’ Televik 60’ Tollås \| |           |                                      |      |               |
|                                                                                             |           |                                      |      |               |
| Tjellaug 42’ Flo 61’                                                                        | Marcatori | 1’, 16’ Sandø 21’ Televik 60’ Tollås |      |               |

| Ulsteinvik 19 maggio 2005, ore 18:00 Secondo turno                                                             | Hødd      | 5 – 1 referto | Hovding | Høddvoll Stadion |
| \| \| \| \| \| Sandø 14’ Televik 65’ (rig.) Sylte 72’ Haugland 79’ Nevstad 81’ \| Marcatori \| 36’ Raunhaug \| |           |               |         |                  |
| |           |               |         |                  |
| Sandø 14’ Televik 65’ (rig.) Sylte 72’ Haugland 79’ Nevstad 81’                                                | Marcatori | 36’ Raunhaug  |         |                  |

| Arbitro: | Krokdal |

|                          |           |              |
| Aarøy 14’, 22’ Olsen 33’ | Marcatori | 26’ Haugland |

## Statistiche

### Statistiche di squadra
| Competizione       | Punti | In casa | In casa | In casa | In casa | In casa | In casa | In trasferta | In trasferta | In trasferta | In trasferta | In trasferta | In trasferta | Totale | Totale | Totale | Totale | Totale | Totale | DR |
| Competizione       | Punti | G       | V       | N       | P       | Gf      | Gs      | G            | V            | N            | P            | Gf           | Gs           | G      | V      | N      | P      | Gf     | Gs     | DR |
| ------------------ | ----- | ------- | ------- | ------- | ------- | ------- | ------- | ------------ | ------------ | ------------ | ------------ | ------------ | ------------ | ------ | ------ | ------ | ------ | ------ | ------ | -- |
| 1. divisjon        | 37    | 15      | 6       | 3       | 6       | 32      | 27      | 15           | 4            | 4            | 7            | 21           | 27           | 30     | 10     | 7      | 13     | 53     | 54     | -1 |
| Norgesmesterskapet | -     | 1       | 1       | 0       | 0       | 5       | 1       | 2            | 1            | 0            | 1            | 5            | 5            | 3      | 2      | 0      | 1      | 10     | 6      | +4 |
| Totale             | -     | 16      | 7       | 3       | 6       | 37      | 28      | 17           | 5            | 4            | 8            | 26           | 32           | 33     | 12     | 7      | 14     | 63     | 60     | +3 |

### Andamento in campionato
| Giornata  | 1  | 2  | 3  | 4  | 5  | 6 | 7 | 8 | 9  | 10 | 11 | 12 | 13 | 14 | 15 | 16 | 17 | 18 | 19 | 20 | 21 | 22 | 23 | 24 | 25 | 26 | 27 | 28 | 29 | 30 |
| --------- | -- | -- | -- | -- | -- | - | - | - | -- | -- | -- | -- | -- | -- | -- | -- | -- | -- | -- | -- | -- | -- | -- | -- | -- | -- | -- | -- | -- | -- |
| Luogo     | C  | T  | C  | T  | C  | T | C | T | C  | T  | C  | T  | C  | T  | C  | T  | C  | T  | C  | T  | C  | T  | C  | T  | C  | T  | C  | T  | C  | T  |
| Risultato | P  | P  | V  | P  | V  | V | N | P | P  | P  | N  | P  | P  | N  | P  | N  | V  | V  | V  | V  | P  | V  | P  | P  | V  | P  | N  | N  | V  | N  |
| Posizione | 15 | 16 | 10 | 14 | 10 | 4 | 5 | 8 | 12 | 12 | 11 | 12 | 13 | 13 | 13 | 14 | 13 | 11 | 11 | 11 | 11 | 9  | 9  | 10 | 8  | 9  | 10 | 10 | 9  | 9  |

Fonte:  OBOS-ligaen 2005, su altomfotball.no, Altomfotball.
Legenda:

Luogo: C = Casa; T = Trasferta. Risultato: V = Vittoria; N = Pareggio; P = Sconfitta.

### Statistiche dei giocatori
| Giocatore        | 1. divisjon | 1. divisjon | 1. divisjon | 1. divisjon | Norgesmesterskapet | Norgesmesterskapet | Norgesmesterskapet | Norgesmesterskapet | Coppe europee | Coppe europee | Coppe europee | Coppe europee | Altre coppe | Altre coppe | Altre coppe | Altre coppe | Totale   | Totale | Totale      | Totale     |
| Giocatore        | Presenze    | Reti        | Ammonizioni | Espulsioni  | Presenze           | Reti               | Ammonizioni        | Espulsioni         | Presenze      | Reti          | Ammonizioni   | Espulsioni    | Presenze    | Reti        | Ammonizioni | Espulsioni  | Presenze | Reti   | Ammonizioni | Espulsioni |
| ---------------- | ----------- | ----------- | ----------- | ----------- | ------------------ | ------------------ | ------------------ | ------------------ | ------------- | ------------- | ------------- | ------------- | ----------- | ----------- | ----------- | ----------- | -------- | ------ | ----------- | ---------- |
| G. Aursnes       | 19          | 2           | 1           | 0           | ?                  | ?                  | ?                  | ?                  |               |               |               |               |             |             |             |             | 19+      | 2+     | 1+          | 0+         |
| E. Braut         | 22          | 0           | 5           | 0           | ?                  | ?                  | ?                  | ?                  |               |               |               |               |             |             |             |             | 22+      | 0+     | 5+          | 0+         |
| S. Eid           | 4           | 0           | 0           | 0           | ?                  | -?                 | ?                  | ?                  |               |               |               |               |             |             |             |             | 4+       | 0+     | 0+          | 0+         |
| C. Eiksund Rogne | 0           | 0           | 0           | 0           | ?                  | ?                  | ?                  | ?                  |               |               |               |               |             |             |             |             | 0+       | 0+     | 0+          | 0+         |
| R. Enge          | 9           | 2           | 1           | 0           | ?                  | -?                 | ?                  | ?                  |               |               |               |               |             |             |             |             | 9+       | 2+     | 1+          | 0+         |
| K. Giske         | 12          | 0           | 4           | 0           | ?                  | ?                  | ?                  | ?                  |               |               |               |               |             |             |             |             | 12+      | 0+     | 4+          | 0+         |
| T. Gjørtz        | 26          | 1           | 2           | 0           | ?                  | ?                  | ?                  | ?                  |               |               |               |               |             |             |             |             | 26+      | 1+     | 2+          | 0+         |
| Ø. Halkjelsvik   | 5           | 0           | 0           | 0           | ?                  | ?                  | ?                  | ?                  |               |               |               |               |             |             |             |             | 5+       | 0+     | 0+          | 0+         |
| S. Haugland      | 24          | 6           | 2           | 0           | ?                  | ?                  | ?                  | ?                  |               |               |               |               |             |             |             |             | 24+      | 6+     | 2+          | 0+         |
| L. Holstad       | 0           | 0           | 0           | 0           | ?                  | ?                  | ?                  | ?                  |               |               |               |               |             |             |             |             | 0+       | 0+     | 0+          | 0+         |
| S. Langedal      | 1           | 0           | 0           | 0           | ?                  | ?                  | ?                  | ?                  |               |               |               |               |             |             |             |             | 1+       | 0+     | 0+          | 0+         |
| T. Leira         | 29          | 1           | 2           | 0           | ?                  | ?                  | ?                  | ?                  |               |               |               |               |             |             |             |             | 29+      | 1+     | 2+          | 0+         |
| A. Lie           | 6           | -11         | 0           | 0           | ?                  | -?                 | ?                  | ?                  |               |               |               |               |             |             |             |             | 6+       | -11+   | 0+          | 0+         |
| Ø. Myklebust     | 20          | -35         | 0           | 0           | ?                  | -?                 | ?                  | ?                  |               |               |               |               |             |             |             |             | 20+      | -35+   | 0+          | 0+         |
| A. Nevstad       | 29          | 6           | 5           | 0           | ?                  | ?                  | ?                  | ?                  |               |               |               |               |             |             |             |             | 29+      | 6+     | 5+          | 0+         |
| V. Nogva         | 0           | -0          | 0           | 0           | ?                  | -?                 | ?                  | ?                  |               |               |               |               |             |             |             |             | 0+       | 0+     | 0+          | 0+         |
| T. Rusten        | 1           | 0           | 0           | 0           | ?                  | ?                  | ?                  | ?                  |               |               |               |               |             |             |             |             | 1+       | 0+     | 0+          | 0+         |
| T. Sætre Hauge   | 2           | 0           | 0           | 0           | ?                  | ?                  | ?                  | ?                  |               |               |               |               |             |             |             |             | 2+       | 0+     | 0+          | 0+         |
| E. Sandal        | 28          | 6           | 2           | 0           | ?                  | ?                  | ?                  | ?                  |               |               |               |               |             |             |             |             | 28+      | 6+     | 2+          | 0+         |
| N. Sandø         | 26          | 7           | 5           | 0           | ?                  | ?                  | ?                  | ?                  |               |               |               |               |             |             |             |             | 26+      | 7+     | 5+          | 0+         |
| V. Skeide        | 5           | -8          | 0           | 0           | ?                  | -?                 | ?                  | ?                  |               |               |               |               |             |             |             |             | 5+       | -8+    | 0+          | 0+         |
| F. Stavseng      | 23          | 5           | 3           | 0           | ?                  | ?                  | ?                  | ?                  |               |               |               |               |             |             |             |             | 23+      | 5+     | 3+          | 0+         |
| T. Sylte         | 10          | 1           | 0           | 0           | ?                  | -?                 | ?                  | ?                  |               |               |               |               |             |             |             |             | 10+      | 1+     | 0+          | 0+         |
| G. Televik       | 9           | 1           | 0           | 0           | ?                  | ?                  | ?                  | ?                  |               |               |               |               |             |             |             |             | 9+       | 1+     | 0+          | 0+         |
| K. Tollås        | 29          | 10          | 4           | 0           | ?                  | ?                  | ?                  | ?                  |               |               |               |               |             |             |             |             | 29+      | 10+    | 4+          | 0+         |
| J. Tryggestad    | 19          | 0           | 1           | 0           | ?                  | ?                  | ?                  | ?                  |               |               |               |               |             |             |             |             | 19+      | 0+     | 1+          | 0+         |
| A. Vaagen        | 20          | 5           | 0           | 0           | ?                  | -?                 | ?                  | ?                  |               |               |               |               |             |             |             |             | 20+      | 5+     | 0+          | 0+         |
| M. Værnes        | 5           | 0           | 0           | 0           | ?                  | ?                  | ?                  | ?                  |               |               |               |               |             |             |             |             | 5+       | 0+     | 0+          | 0+         |
| J. Villa Nerbø   | 24          | 0           | 1           | 0           | ?                  | ?                  | ?                  | ?                  |               |               |               |               |             |             |             |             | 24+      | 0+     | 1+          | 0+         |